# Expédition 49 (ISS)
Insigne de la mission
Équipage de l'expédition 49
Chronologie
Expédition 48 Expédition 50
L'expédition 49 est le 49e roulement de l'équipage permanent de la Station spatiale internationale (ISS). Elle a débuté le 6 septembre 2016 avec la rentrée du vaisseau habité Soyouz TMA-20M et a pris fin le 30 octobre 2016 avec la rentrée du Soyouz MS-01. Elle était commandée par le Russe Anatoli Ivanichine.

## Équipage
| Rôle               | Première partie (septembre à octobre 2016)   | Seconde Partie (octobre à novembre 2016)     |                                      |
| ------------------ | -------------------------------------------- | -------------------------------------------- | ------------------------------------ |
| Commandant         | Anatoli Ivanichine, Roscosmos 2e vol spatial | Anatoli Ivanichine, Roscosmos 2e vol spatial |                                      |
| Ingénieur de vol 1 | Kathleen Rubins NASA 1er vol spatial         | Kathleen Rubins NASA 1er vol spatial         |                                      |
| Ingénieur de vol 2 | Takuya Onishi JAXA 1er vol spatial           | Takuya Onishi JAXA 1er vol spatial           |                                      |
| Ingénieur de vol 3 |                                              | Robert Kimbrough NASA 2e vol spatial         | Robert Kimbrough NASA 2e vol spatial |
| Ingénieur de vol 4 |                                              | Andreï Borissenko, RSA 2e vol spatial        |                                      |
| Ingénieur de vol 5 |                                              | Sergueï Ryjikov, RSA 1er vol spatial         |                                      |

## Déroulement de l'expédition
L'expédition a débuté le 7 septembre 2016 lorsque le Soyouz TMA-20M est rentré sur Terre. Le commandant de l'expédition 48, Jeffrey Williams a alors passé le commandement de l'ISS au Russe Anatoli Ivanichine. L'équipage de l'ISS n'est plus que de trois astronautes (le trio de Soyouz MS-02, Ivanichin, Rubins et Onishi) pendant une grosse quinzaine de jours ; avant qu'ils soient rejoints le 25 septembre par l'équipage du Soyouz MS-02 : Borissenko, Kimbrough et Ryjikov.
L'expédition s'est terminée le 30 octobre 2016 lorsque Ivanichine a passé le commandement de l'ISS à Kimbrough avant de rentrer avec ses deux collègues à bord du Soyouz MS-01.

### Le ballon de Challenger

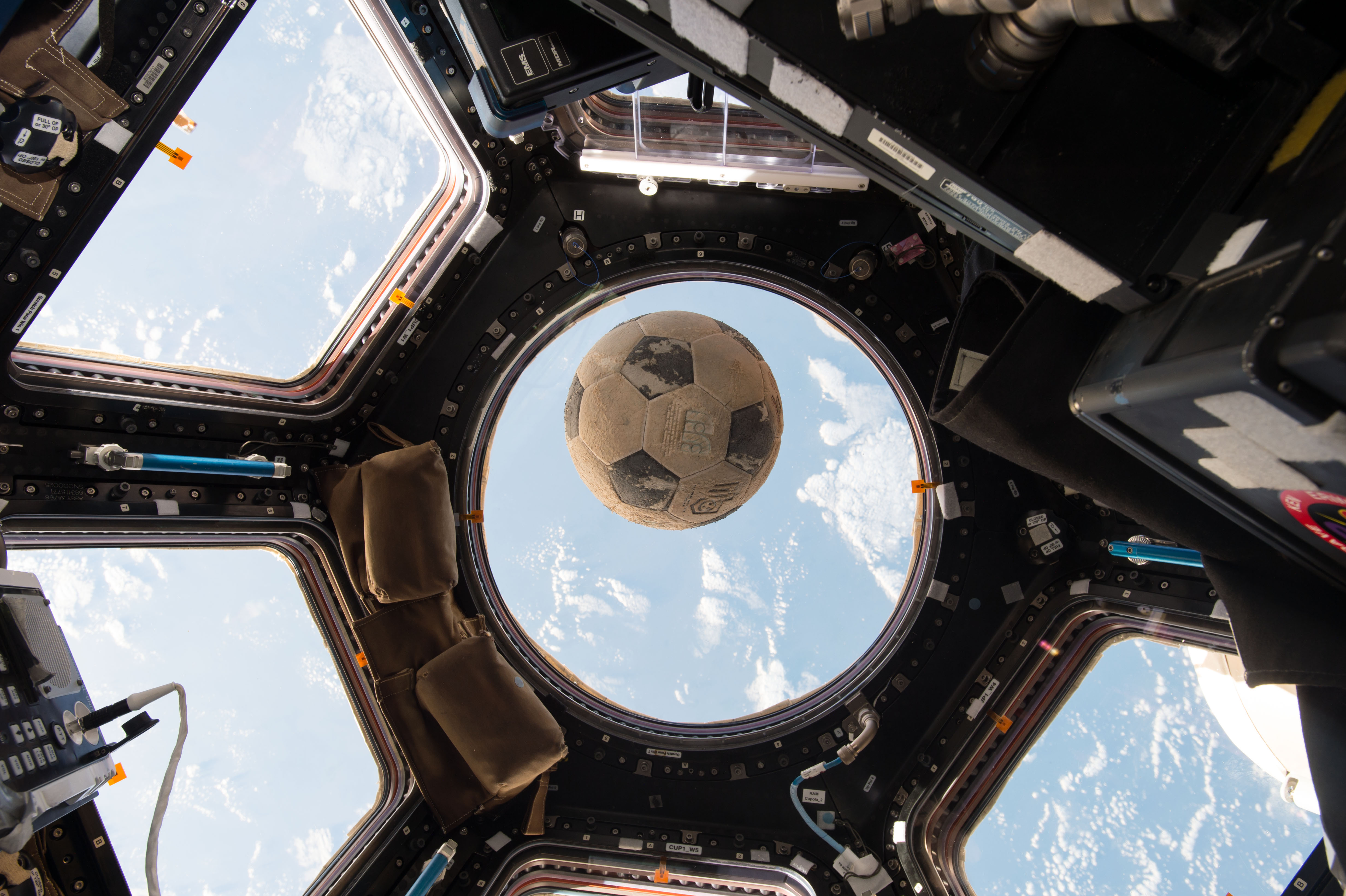
Ballon de football retrouvé intact dans les débris et qui vola vers la station spatiale internationale 30 ans plus tard.

Peu après la tragique accident de Challenger, un ballon est retrouvé intact dans les débris,. Il appartient à l'astronaute Ellison Onizuka et est signé par l'équipe de football de la Clear Lake High School dont sa fille Janelle est membre. Figure également dessus le message « Good Luck, Shuttle Crew! » (littéralement « bonne chance, équipage de la navette ! »). Rendu à la famille, il retourne à l'école et est exposé avec divers trophées. Oublié, il vieillit pendant de nombreuses années, les inscriptions s'effaçant avec le temps. Ce n'est que 30 ans plus tard que Karen Engle, directrice de l'école, apprend l'existence de ce ballon et son histoire. Il n'était accompagné d'aucune plaque commémorative,.
Le ballon est finalement remis le 28 janvier 2016 à l'astronaute Robert Shane Kimbrough dont le fils étudie à cette école,. Fait du hasard, la date de remise correspond exactement au trentième anniversaire de la tragédie. Le 19 octobre 2016, le ballon s'envole avec l'équipage,. Il revient sur Terre le 10 avril 2017 après avoir passé 173 jours dans l'espace. Il est de nouveau exposé, mais cette fois mieux mis en avant, à la Clear Lake High School,.

## Galerie

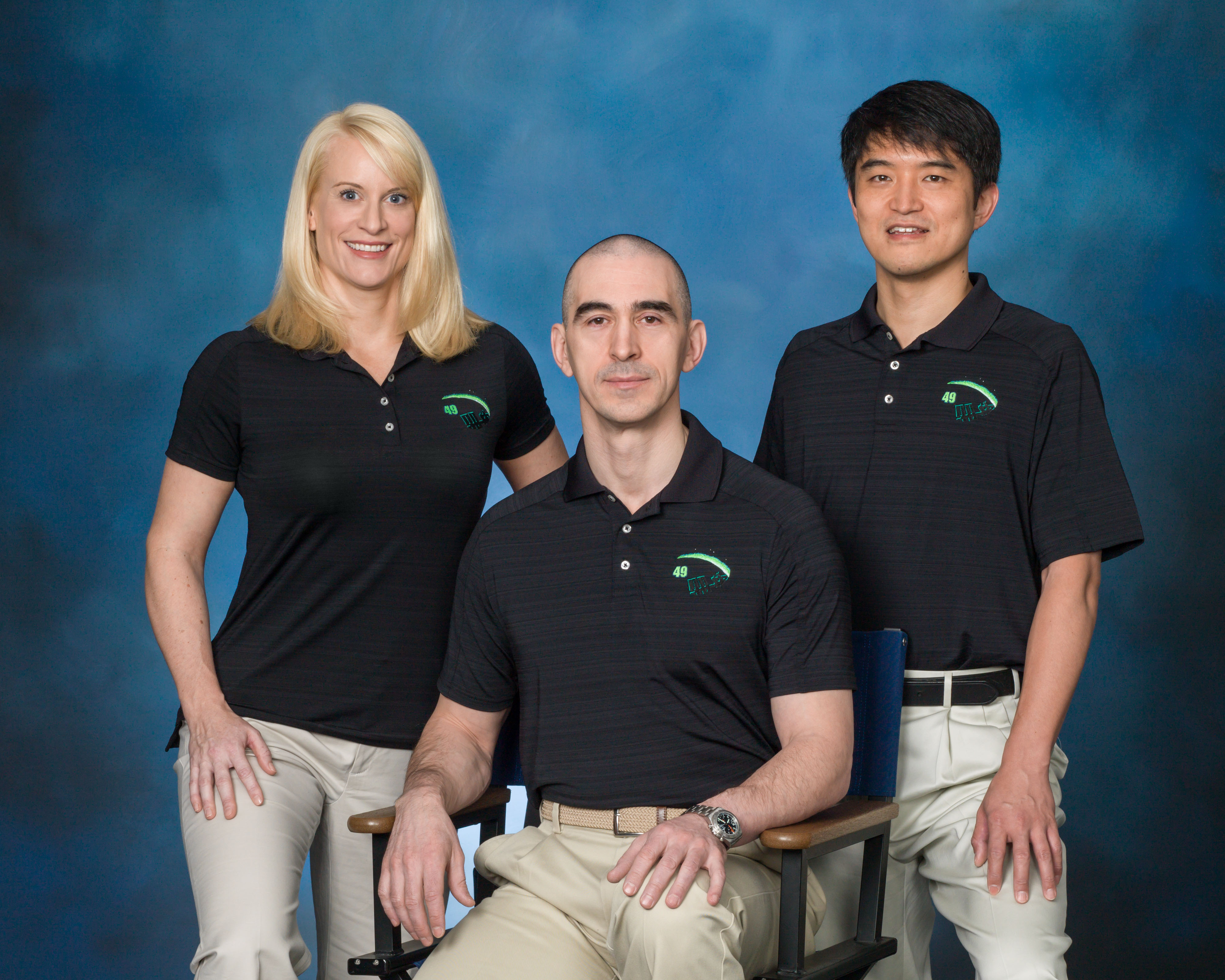
L'équipage du Soyouz MS-01, de gauche à droite Rubins, Ivanichin et Onishi

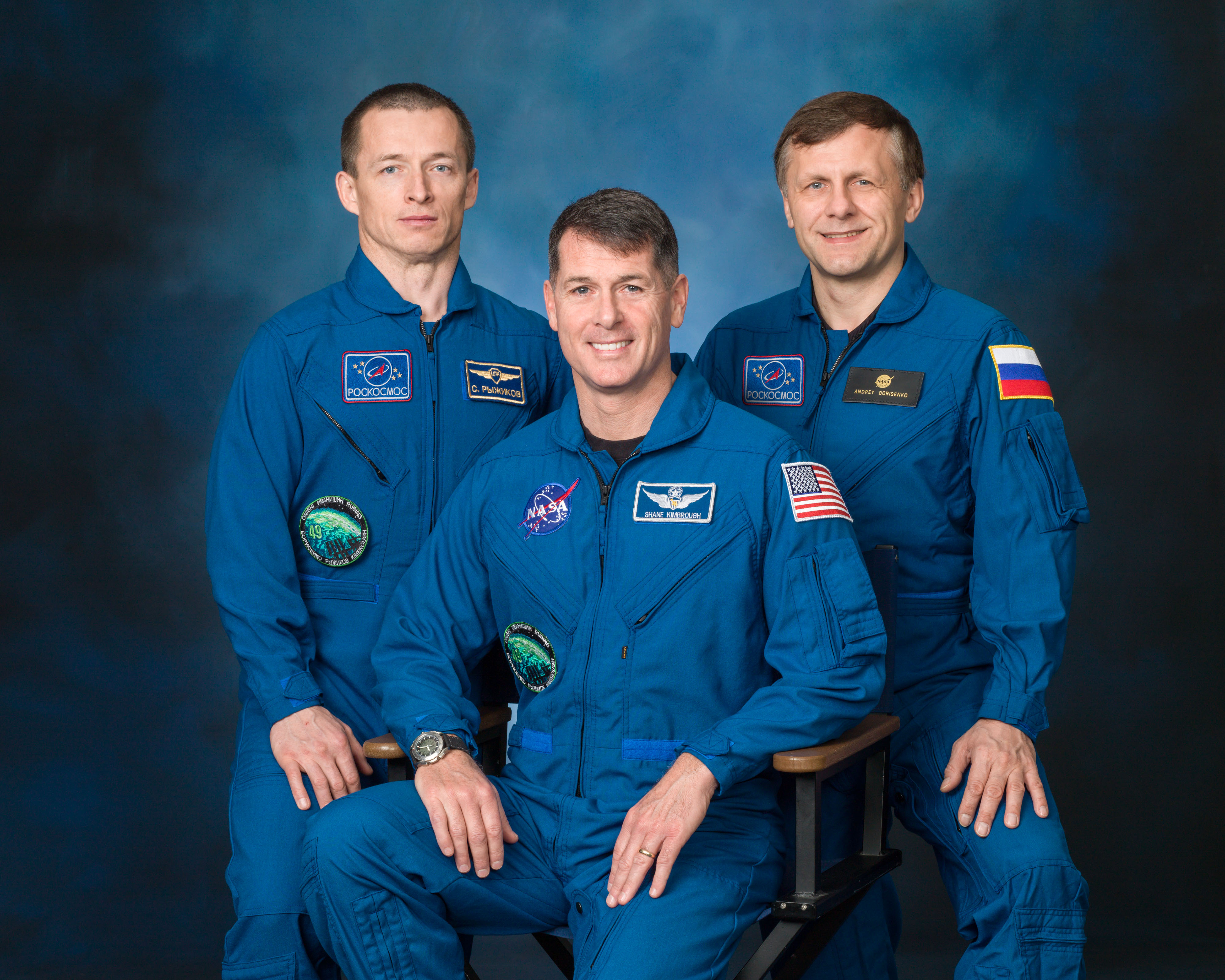
L'équipage du Soyouz MS-02, de gauche à droite : Ryzhikhov, Kimbrough et Borisenko.